# Allianzwappen

Doppelwappen der Personalunion der Bourbonen als Könige von Frankreich und Navarra

Ein Allianzwappen ist die Darstellung zweier Wappen, deren Träger (Personen, Länder, Fürsten- oder Bistümer) durch eine Allianz verbunden sind, in aller Regel durch Heirat, seltener durch Personalunion. Bekannt sind diese seit dem Ende des 13. Jahrhunderts.
Das Allianzwappen von Eheleuten ist ein Symbol für die eheliche Verbindung und damit auch eine Kennzeichnung der betreffenden Generation innerhalb der Familie und setzt keinen politischen Bündnisvertrag und auch keine gemeinsame Herrschaftsausübung über Territorien voraus. Mit Allianz ist hier schlicht die eheliche gemeint. Bei Ehepaaren befindet sich der Schild des männlichen Ehepartners „heraldisch rechts“ (aus Sicht des ritterlichen Schildführers), also vom Betrachter gesehen links, das der Frau auf der anderen Seite, entweder nebeneinander gestellt oder einander zugeneigt. Bei Darstellungen von Personalunionen befindet sich das ranghöhere Wappen links (heraldisch rechts), bisweilen unter einem Oberwappen.
Von Allianzwappen zu unterscheiden sind zusammengesetzte Kompositwappen, bei denen einzelne Felder in einem Wappenschild vereint sind, entweder als gespaltenes Wappen oder als geviertes oder als Vielfelderwappen, bisweilen mit zentralem Herzschild, was die Vereinigung von Familien oder Territorien (etwa durch Erbanfall) symbolisiert.

## Entstehung
Die Vereinigung von zwei Wappen geschah zuerst, schon ab der Kreuzzugszeit, dadurch, dass man jedes Wappen halbierte und die Wappenhälften im neuen Schild zusammenfügte („Spaltung“ des Schildes). Diese Vereinigung ist eine monogrammatische Vereinigung (zusammengeschobenes Wappen). Es treten im Normalfall die beiden Wappen in verschmälerter Form in die beiden Felder ein, es entstanden aber auch viele halbierte Figuren, z. B. halber Löwe, halber Adler. Am Spalt befindliche halbe Wappentiere, insbesondere der Adler, lassen auf eine Wappenvereinigung schließen.
Eine andere Form des Allianzwappens ist die, bei dem das ranghöhere Wappen oder das historisch wichtigste Wappen (Stammwappen) als Herzschild in die Mitte des anderen Wappens gelegt wird. Die Allianzwappen in Spanien wurden so kombiniert, dass der Mannesschild mittig angeordnet wurde und herum der Frauenschild in einem Bord in einfacher Form angepasst wurde.
Die spätere Form ist die, in der die zwei Schilde der Allianz nebeneinander gestellt werden. Die heraldisch korrektere Darstellung ist die, in der beide Oberwappen (Helm, Krone und ähnliches) dargestellt sind, es kommt aber auch häufig vor, dass das ranghöhere Wappen die gemeinsame Helmzier stellt, bei Ehewappen jedoch immer das des Mannes, auch wenn es rangniedriger ist. Die Doppelschilde sind leicht zueinander geneigt und behalten, als Großes Wappen ausgeführt, an ihren Flanken die ursprünglichen Schildhalter.
|  | Wappen Österreich-Ungarn 1916 – ein Staatsgebilde aus zahlreichen Allianzen entstanden: - Zwei Territorialschilde vorn und hinten (Realunion Österreich-Ungarn); - Cisleithanien: Bindenschild (Haus Österreich) auf den k.u.k. Doppeladler gelegt, unter der Rudolfskrone (Österreichische Kaiserkrone); - Transleithanien: Vorn Altungarn, hinten Oberungarn (Neuungarn), im Göpel Kroatien, unter der Stephanskrone (Ungarische Heilige Krone); - mittig aufgelegt das Herrscherhaus Habsburg-Lothringen, dreigespaltenes Ehewappen, bedeckt von der siebenbügeligen Königskrone - davon die vorderen zwei Habsburg (vorn Althabsburg, hinten – hier also mittig – Neuösterreich) - hinten Lothringen |

## Allianzwappen von Herr und Territorium
Die eine Variante ist das Allianzwappen im ursprünglichen Sinne, bei dem das Wappen des Herrscherhauses vor das Wappen des Territoriums, in dem es regiert, tritt. Diese Form tritt auch in geistlichen Wappen auf. Hier wird die Verbindung eines Würdenträgers mit dessen geistlichen Territorium veranschaulicht.

## Allianzwappen der Personalunion
Nach Ende des Spätmittelalters, spätestens bis in den Absolutismus des Barock, haben sich die Herrscherhäuser Europas konsolidiert, und das Territorium tritt in den Hintergrund. Ab dieser Zeit ist das Allianzwappen Zeichen von in Personalunion verbundenen Ländern.

## Heiratswappen (Ehewappen)

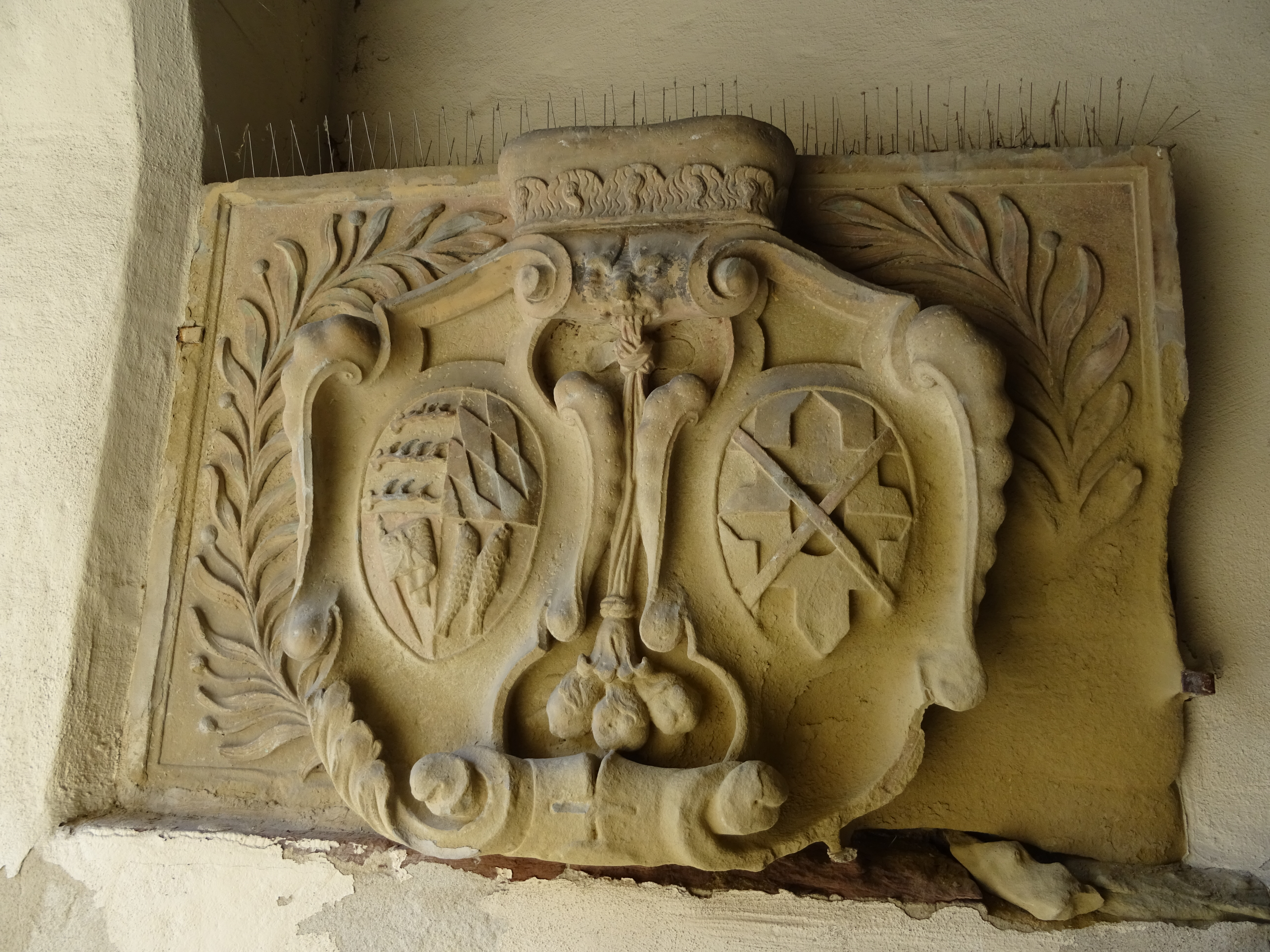
Eheliches Allianzwappen von Eberhard III.
Herzog von Württemberg und seiner Frau Maria Dorothea Sophia von Oettingen

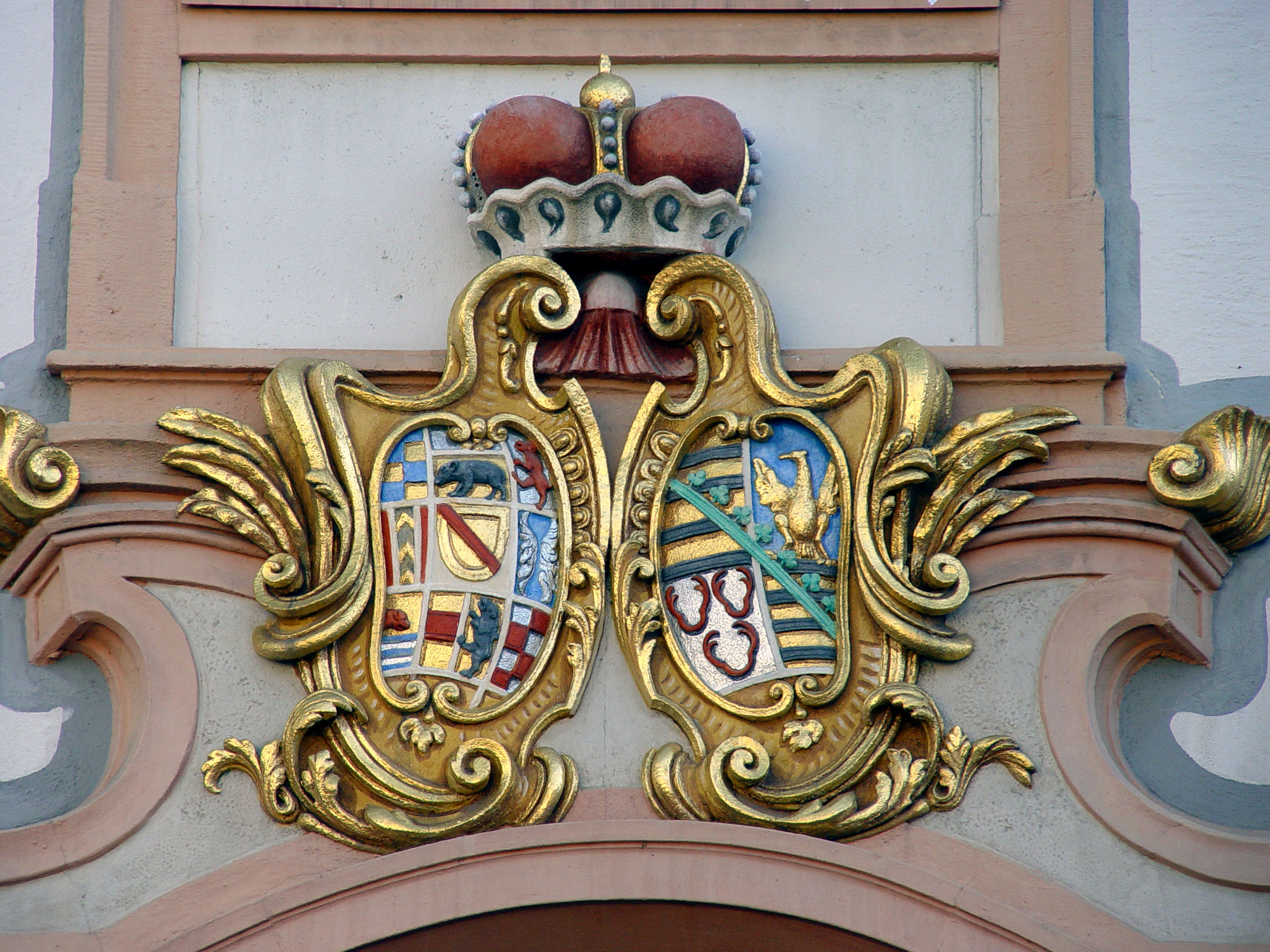
Eheliches Allianzwappen Baden und Sachsen-Lauenburg in Ettlingen

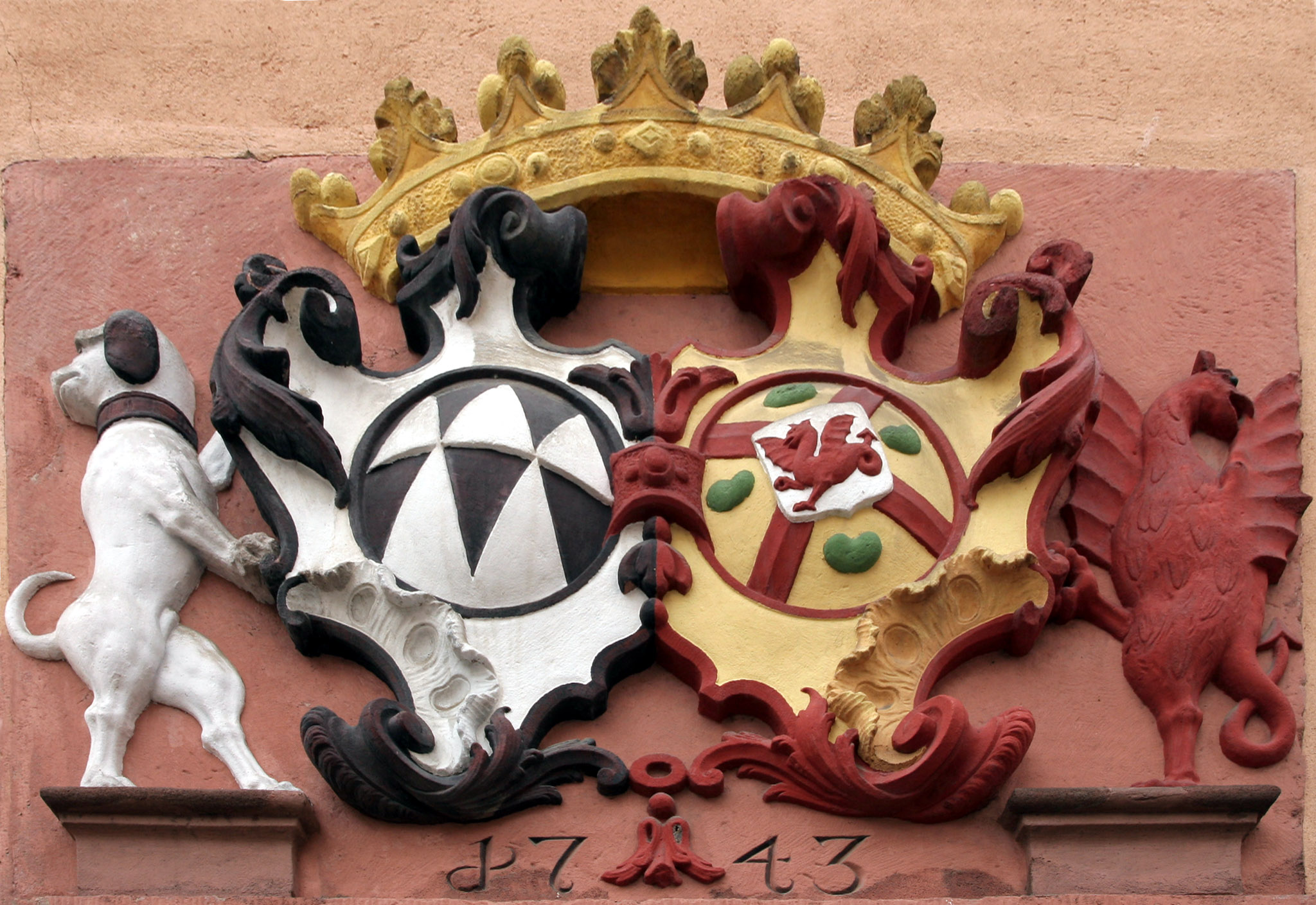
Eheliches Allianzwappen Wambolt von Umstadt / von Kesselstatt am Wambolter Hof in Bensheim

Häufig finden sich Allianzwappen bei Eheschließungen von Adligen. In diesem Falle spricht man auch von Heiratswappen beziehungsweise Ehewappen. Das Wappen des männlichen Ehepartners steht immer heraldisch rechts, also optisch links.
Die beiden Wappen werden unter der Rangkrone des Mannes vereinigt. Bei Fürsten oder Prinzen wird oft alles vor einen Wappenmantel gestellt. Die Wahlsprüche oder Devisen werden von der männlichen Linie übernommen. Schildhalter stehen neben ihrem Schild: rechts der Halter des Mannes und links der von der Frau. Aus Courtoisie (diese Regeln wurden in Frankreich entwickelt) wird des Mannes Wappen gespiegelt (gekontert), also der Dame zugewandt. Die Wappentiere werden so gestellt, dass sie sich ansehen und nicht Rücken an Rücken sind.
Beispiel für die spanische Sitte: Im königlichen portugiesischen Wappen war das alte portugiesische Wappen in der Mitte und der rote Bord mit Burgen stammt aus der Ehe Ferdinands I. (1367–1383) mit der portugiesischen Adligen Leonore Teles de Menezes. Diese hatte die kastilischen Burgen aus dem Wappen des Vaters.
Bei zwei Ehen ergeben sich Allianzwappen aus drei Schilden, bei denen der der ersten Ehefrau heraldisch rechts (optisch links), der des Mannes in der Mitte, und der der zweiten Ehefrau heraldisch links (optisch rechts) steht, das Wappensymbol des Mannes meist zum Wappen der ersten Frau gewendet.
Im Allgemeinen ist das Ehewappen nur für die beiden Ehegatten gültig, die Kinder führen ihres Vaters Wappen. War die Frau aber erbberechtigt oder brachte sie eigenes Gut als Aussteuer in die Ehe ein, erhielt sich in vielen Fällen die zusammengeschobene Form als Familienwappen weiter. Viele vermehrte Wappen gehen auf Ehewappen zurück.

## Witwenwappen

Wappen der Königinmutter Elizabeth Bowes-Lyon

Bei der Witwenallianz wird der einzige Schild besonders geteilt. Es ist gespalten oder geviert. Bei gespaltenem Schild steht vorn (heraldisch rechts, optisch links) der Mannesschild und hinten der der Frau. Die Vierung ordnet Feld 1 und 4 dem Mann und 2 und 3 der Frau zu.
In England ist die Wappenallianz im geteilten Schild auch bei Ehefrauen – zumeist des Königshauses – üblich, sie ist dann aber nicht das gemeinsame Wappen des Ehepaares (wie bei zweischildigen Allianzwappen), sondern allein das der Frau.

## Städtewappen
Eher selten ist ein Stadtwappen als Allianzwappen, so z. B. beim Wappen der Stadt Essen oder dem Wappen der Stadt Brandenburg an der Havel. Als gespaltenes Stadtwappen z. B. Wappen der Stadt Krefeld.

## Städtepartnerschaften
Heute werden Allianzwappen auch für Städtepartnerschaften genutzt.

## Allianzwappen als Motiv
In Bartholomäus Aichs musikalisch-dramatischem Festspiel Armamentarium comicum amris et honori zur Hochzeit des Grafen Maximilian Willibald von Waldburg-Wolfegg mit Clara Isabella Prinzessin von Aarschot und Arenberg am 6. Dezember 1648 in Lindau werden die heraldischen Figuren der beiden Wappen der Brautleute allegorisch dargestellt und in einem Allianzwappen zusammengeführt. Die Verbindung der heraldischen Figuren der zwei Wappen (wie der Sonne oder dem Löwen) dient als Symbol der dynastischen Verbindung der beiden Häuser und wird so zum Mittelpunkt einer originellen ästhetischen Inszenierung.